# Boletim do Museu Botanico Municipal
Boletim do Museu Botanico Municipal (abreviado Bol. Mus. Bot. Munic.) es una revista científica con ilustraciones y descripciones botánicas que es publicada en Curitiba desde el año 1971.